# Акатуй
Акату́й (чув. акатуй «праздник плуга», также сапантуй, сапан туйĕ и сухату) — весенний праздник чувашей, посвященный окончанию посевных работ. В старинном быту чувашей праздник начинался весной перед полевыми работами и заканчивался после завершения сева яровых культур.

## Этимология
Низовые чуваши этот праздник также называют сапантуй, сапан туйĕ, а верховые — сухату (суха — «пахота», туй — «праздник», «свадьба»). Тюркское сапан — «плуг». Стоит отметить, что подобный праздник существует у ряда других родственных народов, например у татар и башкир праздник носит название — Сабантуй.
В этимологическом словаре чувашского языка приводится следующее определение:

Акатуй — уст. торжественно, шумно праздновавшийся в старое время праздник весеннего сева. Из ака «пашня»+туй «торжество», «пиршество», «свадьба». См. К. В. Элле. Акатуй. Чебоксары, 1935 